# Мергіндял (комуна)
Мергіндял (рум. Merghindeal) — комуна у повіті Сібіу в Румунії. До складу комуни входять такі села (дані про населення за 2002 рік):
- Дялу-Фрумос (547 осіб)
- Мергіндял (733 особи) — адміністративний центр комуни

Комуна розташована на відстані 200 км на північний захід від Бухареста, 49 км на північний схід від Сібіу, 124 км на південний схід від Клуж-Напоки, 76 км на північний захід від Брашова.

## Населення
За даними перепису населення 2002 року у комуні проживали 1280 осіб.
Національний склад населення комуни:
| Національність | Кількість осіб | Відсоток |
| -------------- | -------------- | -------- |
| румуни         | 1065           | 83,2%    |
| цигани         | 151            | 11,8%    |
| німці          | 40             | 3,1%     |
| угорці         | 23             | 1,8%     |
| серби          | 1              | 0,1%     |

Рідною мовою назвали:
| Мова      | Кількість осіб | Відсоток |
| --------- | -------------- | -------- |
| румунська | 1177           | 92,0%    |
| циганська | 40             | 3,1%     |
| німецька  | 40             | 3,1%     |
| угорська  | 23             | 1,8%     |

Склад населення комуни за віросповіданням:
| Релігія                                       | Кількість осіб | Відсоток |
| --------------------------------------------- | -------------- | -------- |
| православні                                   | 1224           | 95,6%    |
| лютерани (Синодально-пресвітеріанська церква) | 34             | 2,7%     |
| адвентисти                                    | 8              | 0,6%     |
| лютерани (Аугсбурзького сповідання)           | 4              | 0,3%     |
| п'ятдесятники                                 | 3              | 0,2%     |
| баптисти                                      | 3              | 0,2%     |
| греко-католики                                | 2              | 0,2%     |
| римо-католики                                 | 1              | 0,1%     |
| унітарії                                      | 1              | 0,1%     |